# Solenostoma renauldii
Solenostoma renauldii là một loài rêu tản trong họ Jungermanniaceae. Loài này được (Stephani) Váňa, Hentschel & J. Heinrichs miêu tả khoa học lần đầu tiên năm.